# جون فرنسيس كينغ
جون فرنسيس كينغ (بالإنجليزية: John Francis King)‏ هو سياسي أيرلندي، ولد في 9 يوليو 1926، وتوفي في 18 ديسمبر 1998.